# ديبي فلوود
ديبي فلوود (بالإنجليزية: Debbie Flood)‏ هي مجدفة بريطانية، ولدت في 27 فبراير 1980 في هاروغيت في المملكة المتحدة.

## وصلات خارجية
- ديبي فلوود على موقع الاتحاد الدولي للتجديف (الإنجليزية)
- ديبي فلوود على موقع اللجنة الأولمبية الدولية (الإنجليزية)
- ديبي فلوود على موقع أوليمبيديا (الإنجليزية)
- ديبي فلوود على موقع اللجنة الأولمبية البريطانية (الإنجليزية)